# Iso-Mäntynen (sjö i Jockas, Södra Savolax)
Iso-Mäntynen är en sjö i kommunen Jockas i landskapet Södra Savolax i Finland. Sjön ligger 84,1 meter över havet. Arean är 1,83 kvadratkilometer och strandlinjen är 15,12 kilometer lång. Sjön  ingår i Vuoksens huvudavrinningsområde.   Den ligger omkring 46 kilometer nordöst om S:t Michel och omkring 250 kilometer nordöst om Helsingfors. 
I sjön finns ön Karjalansaari. 